# ليه كوستيلو
ليه كوستيلو هو لاعب هوكي الجليد كندي، ولد في 16 فبراير 1928، وتوفي في 10 ديسمبر 2002 في تورونتو في كندا.

## وصلات خارجية
- ليه كوستيلو على موقع دوري الهوكي الوطني (الإنجليزية)
- ليه كوستيلو على موقع قاعة مشاهير الهوكي (لاعب أن.إتش.أل) (الإنجليزية)
- ليه كوستيلو على موقع EliteProspects.com (الإنجليزية)
- ليه كوستيلو على موقع HockeyDB.com (الإنجليزية)
- ليه كوستيلو على موقع Hockey-Reference.com (الإنجليزية)